# Aripoa
Aripoa är ett släkte av insekter. Aripoa ingår i familjen Tropiduchidae.
Kladogram enligt Catalogue of Life:
| Aripoa | \| \| Aripoa munda \| \| \| \| \| \| Aripoa silvana \| \| \| \| |
|        | \| \| Aripoa munda \| \| \| \| \| \| Aripoa silvana \| \| \| \| |
|        | Aripoa munda                                                    |
|        |                                                                 |
|        | Aripoa silvana                                                  |
|        |                                                                 |